# 大围山假瘤蕨
大围山假瘤蕨（学名：Phymatopteris daweishanensis）为水龙骨科假瘤蕨属下的一个种。

## 扩展阅读
- 維基物種上的相關：大围山假瘤蕨